# Zobida
Zobida es un género de polillas en la subfamilia Arctiinae.
Fue descrito por primera vez en 1965 por Birket-Smith. La mayoría de estas especies estaban ubicadas en el género Eilema.

## Especies
- Zobida avifex Kühne, 2010
- Zobida bipuncta (Hübner, [1824])
- Zobida colon (Möschler, 1872)
- Zobida trinitas (Strand, 1912)